# Lopo do Nascimento
Lopo Fortunato Ferreira do Nascimento (Luanda, 10 de julho de 1942) é um ex-político angolano. Foi primeiro-ministro de Angola de 11 de novembro de 1975 a 9 de dezembro de 1978 e secretário-geral do Movimento Popular de Libertação de Angola (MPLA). É da etnia ambunda.  
Atuou como primeiro primeiro-ministro de Angola de 1975 até 1978. O pensamento pragmático no seio do MPLA irritava os soviéticos que esboçaram um plano para substituir o então presidente Agostinho Neto por Nascimento (considerado mais ainhado à União Soviética). Tal plano foi descoberto pelo governo angolano, que agiu rapidamete destituíndo Nascimento (foi realocado como Ministro do Comércio Interno) e abolindo a posição de primeiro-ministro.
Logo após, entre 1978 e 1992, passou pelos cargos de Ministro do Comércio Interno, Ministro do Comércio Exterior, Ministro do Planejamento, Comissário Provincial da Huíla e Ministro da Administração do Território. Atuou também como secretário-geral do MPLA pelo Comitê Central do partido de 1993 até 1998.
Foi o 66º candidato da lista nacional do MPLA nas eleições legislativas de setembro de 2008. Ele ganhou uma cadeira nessa eleição, na qual o MPLA ganhou uma maioria esmagadora na Eleições legislativas de Angola de 2008 Assembleia Nacional. 
Declarou ter abandonado a política em 27 de janeiro de 2013. Em 10 de fevereiro de 2021, ele foi hospitalizado para Covid-19 que superou.